# Vilém z Ilburka
Vilém z Ilburka (1415? – 11. září 1489) byl český šlechtic z rodu Ilburků, pocházejícího původně z Míšně a vlastnícího další statky v Horní i Dolní Lužici.

## Život
Vilém byl synem Půty z Ilburka, zástavního majitele královského hradu Lokte, podporovatele císaře Zikmunda. Držel ve vlastnictví Mšené, Stvolínky, založil hrad Himlštejn a významně přestavěl Ronov.
V roce 1444 podporoval Vartenberky v bojích s lužickým Šestiměstím. Na jaře toho roku vtrhlo do Čech lužické vojsko a mimo jiné vyplenilo Vilémovu tvrz ve Stvolínkách. Vilém s Vartenberky byl nucen uzavřít příměří, ale už 26. srpna 1444 zaútočili na Žitavu. Žitavští jejich útok odrazili a samotného Viléma v bojích na předměstí těžce zranili. Konflikt skončil až v prosinci 1444 mírovou dohodou uzavřenou v Litoměřicích.
Do roku 1465 byl spojencem Jiřího z Poděbrad, po jeho zvolení králem se od něj však postupně odklonil a stal se členem zelenohorské jednoty. Poté, co její členové zvolili českým králem Matyáše Korvína, byl Vilém jmenován do úřadu nejvyššího podkomořího.
K jeho vlastnictví po určitou dobu patřily také hrady Borek (1439–1445), Kalich (1438–1440), Týřov (1439–1445), Sloup (1455–1471) Šumburk (1449–1453), Hauenštejn (od roku 1457) a Helfenburk (od roku 1475).
Vilém se oženil s Magdalenou z Koldic († 1500), se kterou měl jediného syna Viléma II. z Ilburka (1469–1538) a snad také dceru Kateřinu provdanou za Albrechta z Lichtenburka a Bítova.
Vilém, jeho manželka i syn jsou pohřbeni v charvateckém kostele Nanebevzetí Panny Marie, kde se dochovaly jejich náhrobníky. Vilémův je vysoce hodnocenou památkou sepulkrálního sochařství doby jagellonské.